# Gaetano Dardanone
Gaetano Dardanone (Milano, 16 gennaio 1688 – Milano, 30 giugno 1760) è stato un pittore italiano.
Gaetano Dardanone nacque a Milano nella parrocchia di Sant'Andrea alla Pusterla dal padre Ferdinando e dalla madre Angela Maria.
Definito "pittore celebre" dallo storico settecentesco milanese Serviliano Latuada ebbe un lungo periodo di oblio per tutto il secolo XIX per poi essere solo ultimamente rivalutato.
Fu attivo principalmente nella Fabbrica del Duomo e abile nell'arte del ritratto.
Morì a Milano il 30 giugno 1760 nella parrocchia di San Tomaso in Terramara.